# Lijst van hoogste gebouwen van Kortrijk
De lijst van hoogste gebouwen van Kortrijk bevat een overzicht van de hoogste gebouwen in deze Belgische stad.
|   | Naam                       | Hoogte | Adres                                 | Voltooid  | Verdiepingen | Afbeelding |
| - | -------------------------- | ------ | ------------------------------------- | --------- | ------------ | ---------- |
| 1 | Sint-Maartenstoren         | 83 m   | Jozef Vandaleplein                    | 1414-1415 |              |            |
| 2 | K-Tower                    | 66,2m  | Diksmuidekaai 6                       | 2015-2018 | 19           |            |
| 3 | Sint-Janskerk              | 58 m   | Sint-Jansplein                        | 1906      |              |            |
| 4 | Sint-Elooistoren           |        | Overleie                              | 1882-1884 |              | \|         |
| 5 | Sint-Janstoren             |        | Veemarkt                              | 2010      | 10           |            |
| 6 | Woontoren Drie Hofsteden 1 |        | Volksvertegenwoordiger De Jaegerelaan | 1973      | 11           |            |
| 7 | Woontoren Drie Hofsteden 2 |        | Volksvertegenwoordiger De Jaegerelaan | 1973      | 11           |            |
| 8 | Sint-Rochustoren           |        | Pijlstraat                            | 1875      |              |            |
| 9 | Belfort                    |        | Grote Markt                           | 1411      |              |            |